# Return of the Reaper
Return of the Reaper šesnaesti je studijski album njemačkog heavy metal sastava Grave Digger. Diskografska kuća Napalm Records objavila ga je 11. srpnja 2014. Posljednji je album na kojem se pojavio klavijaturist H. P. Katzenburg.

## Popis pjesama
Tekstovi: Chris Boltendahl. 
| 1.    | »Return of the Reaper« (instrumentalna skladba) | 1:16 |
| 2.    | »Hell Funeral«                                  | 3:01 |
| 3.    | »War God«                                       | 3:46 |
| 4.    | »Tattooed Rider«                                | 4:03 |
| 5.    | »Resurrection Day«                              | 2:58 |
| 6.    | »Season of the Witch«                           | 5:04 |
| 7.    | »Road Rage Killer«                              | 3:18 |
| 8.    | »Grave Desecrator«                              | 4:22 |
| 9.    | »Satan's Host«                                  | 2:56 |
| 10.   | »Dia de los Muertos«                            | 4:15 |
| 11.   | »Death Smiles at All of Us«                     | 3:52 |
| 12.   | »Nothing to Believe«                            | 4:33 |
| 43:24 |                                                 |      |

## Zasluge
Grave Digger
- Chris Boltendahl – vokal, produkcija, koncept naslovnici
- Stefan Arnold – bubnjevi
- H.P. Katzenburg – klavijature
- Jens Becker – bas-gitara
- Axel "Ironfinger" Ritt – gitara, produkcija, snimanje (gitari)

Dodatni glazbenici
- Hacky Hackmann – prateći vokal
- Sebastian "Seeb" Levermann – prateći vokal
- Frank Konrad – prateći vokal

Ostalo osoblje
- Jörg Umbreit – produkcija, inženjer zvuka, snimanje, miks, mastering
- Jens Howorka – fotografije
- Gyula Havancsák – naslovnica